# Walkeria tuberosa
Walkeria tuberosa är en mossdjursart som beskrevs av Heller 1867. Walkeria tuberosa ingår i släktet Walkeria och familjen Walkeriidae. Inga underarter finns listade i Catalogue of Life.